# وزو لوبو، ریو دو ژانیرو
وزو لوبو، ریو دو ژانیرو (به پرتغالی: Vaz Lobo, Rio de Janeiro) یک منطقهٔ مسکونی در برزیل است که در ریودو ژانیرو واقع شده‌است.